# Justin Dawano
Justin Dawano (8 settembre 1980) è un ex calciatore francese neocaledoniano, di ruolo portiere.

## Carriera

### Nazionale
Ha debuttato in Nazionale il 10 luglio 2002, in Vanuatu-Nuova Caledonia (1-0). Ha partecipato, con la Nazionale, alla Coppa d'Oceania 2002. Ha collezionato in totale, con la maglia della Nazionale, una presenza e una rete subita.

## Palmarès

### Club

#### Competizioni nazionali
- Campionato neocaledoniano di calcio: 5

Le Mons-Dore: 2002, 2005-2006, 2010, 2011
Gaïtcha: 2013